# لوح حلوى
لوح الحلوى هي نوع من الحلوى السكرية على شكل لوح. أكثر أنواع الحلوى شيوعًا هو لوح الشوكولاتة ،[بحاجة لمصدر] بما في ذلك القضبان المصنوعة من الشكلاطة الصلبة وألواح الحلوى المركبة وهي قطع حلوى تجمع بين الشكلاطة ومكونات أخريات مثل المكسرات أو الكراميل أو النوغة أو الوَيفَر. يوجد العديد من أصناف الحلوى  والعديد منها يُنتج إنتاجًا كبيرًا. بين الحرب العالمية الأولى ومنتصف القرن العشرين ، قُدم نحو 40.000 شركة من قطع الحلوى.